# Límit salarial de l'NBA
El Límit salarial de l'NBA és la quantitat màxima de diners que una franquícia de l'Associació de Bàsquet dels Estats Units NBA pot gastar per pagar els seus jugadors.
Tot i que sembla un concepte senzill, el límit salarial és en realitat extremadament complex, ja que conté reglamentacions poc clares i escletxes que són aprofitades amb una certa facilitat pels seus equips.
La quantitat destinada a sous dels jugadors varia cada temporada, i el seu càlcul es fa en funció de la temporada anterior. Per exemple, a la temporada 2006-07, el límit salarial era d'aproximadament 53,13 milions de dòlars i el de la temporada 2007-08 és de 55,63 milions de dòlars. Com succeeix a altres lligues professionals dels Estats Units, l'NBA té establert aquest límit per evitar que els equips amb més recursos tinguin els millors jugadors disponibles i d'aquesta manera hi ha més igualtat entre tots els equips.

## Història
L'origen del límit salarial de l'NBA es remunta a mitjans dels anys 40, als principis de la competició, però va ser abolida després d'una temporada. No es va tornar a instaurar fins a la temporada 1984-85 amb la finalitat d'equilibrar les plantilles i que la lliga sigui més competitiva. Abans d'instaurar la norma, els equips podien gastar el que volien en les fitxes dels seus jugadors. A partir d'aquest any, la xifra de les seves nómines no podia excedir els 3,6 milions de dòlars. La mitjana de la nómina de cada jugador era d'aproximadament 330.000 dòlars.